# Peter Laur
Peter Laur (* 17. März 1934 in Riga) ist ein deutscher Chemiker und emeritierter Professor an der RWTH Aachen.

## Leben
Nach dem Abitur 1953 an der Domschule Schleswig begann Peter Laur ein Studium der Chemie als Hauptfach sowie den Nebenfächern Physik, Mineralogie und angewandten Psychologie an Universitäten in Kiel, Berlin und München. Die Promotion erfolgte im Jahre 1962 bei Rolf Huisgen an der Universität München mit einer Arbeit über 1,3-Dipolare Cycloaddition. Er war danach  Postdoctoral Fellow bzw. Research Associate in den USA.
Die Berufung an die Rheinisch-Westfälische Technische Hochschule (RWTH) als Chemieprofessor am Institut für Anorganische Chemie erfolgte im Jahre 1975.
Die Forschungsgebiete der Arbeitsgruppe von Peter Laur sind die Stereochemie, angewandte Spektroskopie und Molekülchemie der Nichtmetalle Schwefel, Selen und Tellur sowie neueste Chemiegeschichte. Er übte auch eine Tätigkeit in der internationalen Organisation der Chemieforschung aus.
Seine Emeritierung erfolgte im Jahre 1999.

## Publikationen (Auswahl)
- Absolute Configuration and Optical Rotatory Power of Sulfoxides and Sulfinate Esters
- Optical Rotatory Dispersion and Absolute Configuration of Dialkyl Sulfoxides
- Diaryl Tellurium Dihalides: From Te-Tetracoordinated Compounds to Te-Tricoordinated Molecular Complexes, 2005,  DOI:10.1080/10426500590906256[2]
- Cyclic Aliphatic Selenoxides and Se-Dihalides: Some Inter- and Intramolecular Reactions, 2008, DOI:10.1080/10426509808545989[3]
- The First Decades after the Discovery of CD and ORD by Aimé Cotton in 1895, 2012, DOI:10.1002/9781118120392.ch1[4]